# CX Canis Majoris
CX Canis Majoris är en dubbelstjärna i mellersta delen av stjärnbilden Stora hunden.  Den har en skenbar magnitud av ca 9,9 och kräver ett teleskop för att kunna observeras. Baserat på parallax enligt Gaia Data Release 2 på ca 0,715 mas beräknas den befinna sig på ett avstånd av ca 4 600 ljusår (ca 1 400 parsec) från solen.

## Observation
Upptäckten av den variabla stjärnan krediteras vanligtvis den tyska astronomen Cuno Hoffmeister 1931, även om detta fortfarande är osäkert.
Den är en förmörkande binär av Algoltyp (fristående) vars magnitud varierar mellan 9,9 och 10,4 med en period på 0,954625 dygn (22,911 timmar). Variabiliteten upptäcktes först 1931. Tvivel uppstod på grund av spridning i data och den lilla amplituden, men upptäckten bekräftades 1949. Dess ljuskurva av Algol-typ uppvisar O'Connell-effekten, vilket betyder att det finns en storleksskillnad mellan efterföljande maxima.

## Egenskaper

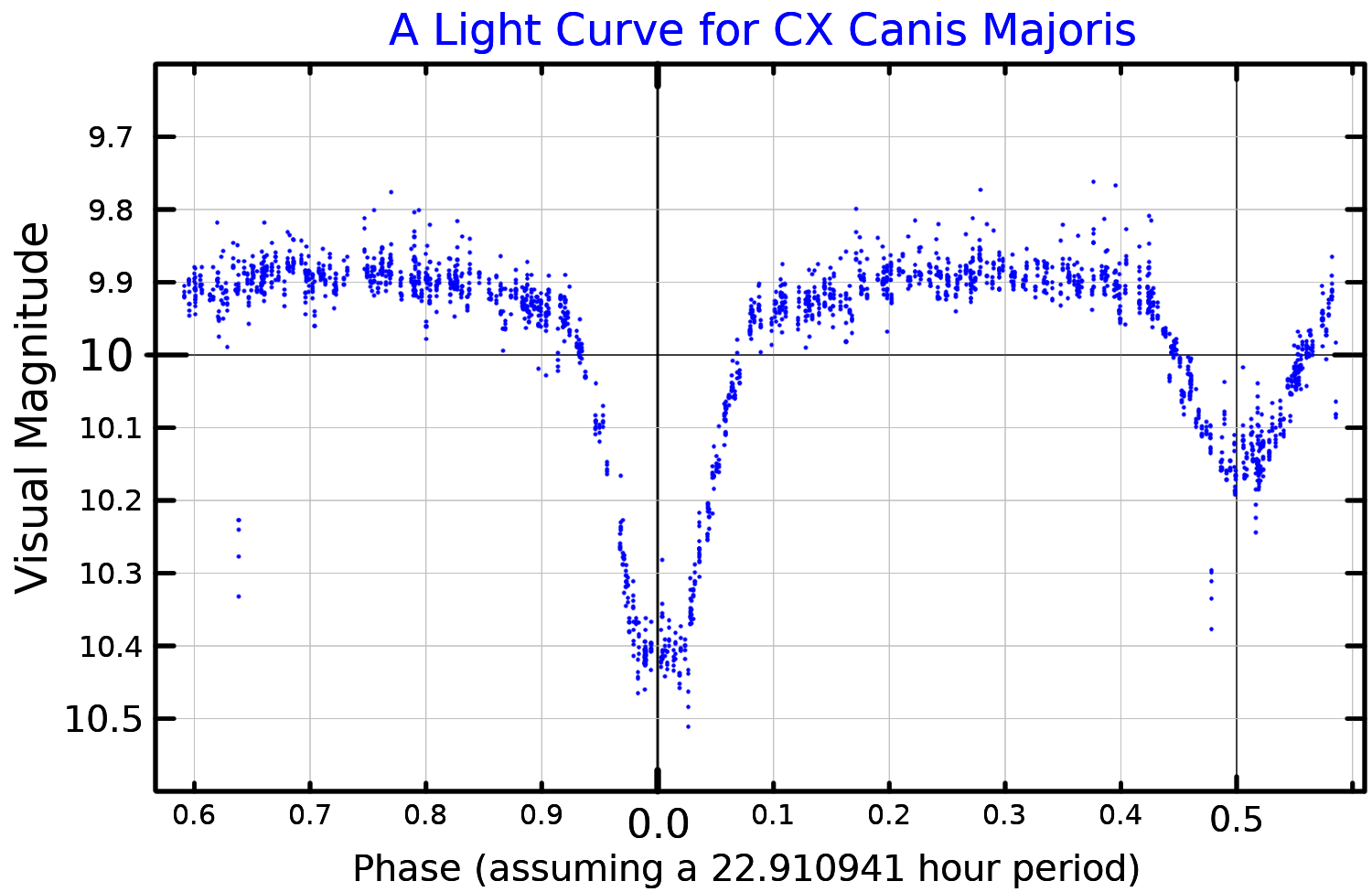
Ljuskurva av synligt ljus för CX Canis Majoris, anpassad från All Sky Automated Survey data

Primärstjärnan CX Canis Majoris A är en gul till blå stjärna i huvudserien av spektralklass B5 V. Den har en massa av ca 6 solmassor och en effektiv temperatur av ca 15 200 K. Stjärnan har en metallicitet liknande solens trots dess ålder.
Följeslagaren har en massa av ca 3,4 solmassor och en effektiv temperatur av ca 10 600 K. Stjärnans spektraltyp uppskattas vara i intervallet B8 till A0.